# Edison Azcona
Edison Alexander Azcona Vélez (* 21. November 2003 in La Romana) ist ein dominikanisch-US-amerikanischer Fußballspieler.

## Karriere

### Verein
Nachdem Azcona bis 2018 in der Jugend des Boca United FC gespielt hatte, wechselte er anschließend in die Akademie von Orlando City, von wo es für ihn im Jahr 2019 weiter in die Akademie von Inter Miami ging. Hier spielte er ab Sommer 2020 auch zeitweise in der MLS Next Pro für Fort Lauderdale, welche später den Namen Inter Miami II bekamen, und gehörte ab der Saison 2021 auch zum Kader des MLS-Teams. Dort hatte er sein Ligadebüt am 2. Mai 2021 bei einem 0:0 gegen den Nashville SC. Im Sommer 2022 folgte eine Leihe an El Paso Locomotive, mit denen er in der USL Championship spielte. Seit Februar 2024 ist er an die Las Vegas Lights in die USLC verliehen.

### Nationalmannschaft
Nachdem Azcona nach der U16 bereits nicht mehr für Auswahlmannschaften der USA nominiert worden war, debütierte er für die U20 der Dominikanischen Republik im November 2021 und nahm mit dieser an der CONCACAF-Meisterschaft 2022 teil, wo er die Mannschaft als Kapitän anführte. Im Finale unterlag er mit seinem Team mit 0:6 gegen die USA, wobei er in diesem Spiel gar nicht zum Einsatz kam. Als Kapitän gehörte er auch zum Kader bei der U20-Weltmeisterschaft 2023 und verpasste aufgrund einer Gelb-Rot-Sperre das letzte Gruppenspiel. Im ersten Spiel erzielte er das einzige Tor seiner Mannschaft bei diesem Turnier.
Sein Debüt für die A-Nationalmannschaft hatte er am 19. Januar 2021 bei einer 0:1-Freundschaftsspielniederlage gegen Puerto Rico, bei der er in der Startelf stand. Ab September 2023 kam er auch in der Nations League 2023/24 zum Einsatz.